# Janice Cayman
Janice Cayman (* 12. Oktober 1988 in Brasschaat) ist eine belgische Fußballnationalspielerin. Seit dem 11. April 2021 ist sie belgische Rekordnationalspielerin.

## Karriere

### Vereine
Cayman begann bei der Ossmi VV (CDV) mit dem Fußballspielen. 2002 wechselte sie zu Excelsior Kaart, für den sie im Alter von 15 Jahren ihr Profi-Debüt gab. In der Saison 2003/04 avancierte sie zur Goalgetterin und wurde im Alter von nur 16 Jahren Torschützenkönigin in der belgischen zweiten Liga. Im Juli 2005 verließ sie ihren Verein und unterschrieb für den Eerste Klasse Verein Lentezon Beerse. Dort wurde sie schnell zur Leistungsträgerin und unterschrieb im darauf folgenden Jahr für den belgischen Topverein Oud-Heverlee Leuven. Sie konnte sich jedoch nicht durchsetzen und wechselte zur Saison 2007/08 zu DVC Evas Tienen, wo Cayman auf Anhieb das Double holte.
Im September 2009 schrieb sie sich für ihr Studium an der Florida State University ein und spielte die 2010 Saison für das W-League Team Pali Blues.
Nach einer Saison in der W-League kehrte sie in die Athletic Mannschaft der Florida State University zurück und spielte für das Seminoles Women Soccer Team.
Im Dezember 2011 und nach dem Abschluss an der Florida State University, kehrte sie nach Europa zurück und wechselte nach Frankreich zum Topverein Juvisy FCF. Mit ihrem neuen Verein erreichte sie im Frühjahr 2013 das Halbfinale der UEFA Women’s Champions League; in diesem Wettbewerb hatte die meist über die linke Seite kommende Belgierin selbst zwei Treffer für Juvisy erzielt.
Nach dem Ende der Saison 2015/16 wechselte Cayman im Juli 2016 zur Franchise der Western New York Flash in die National Women’s Soccer League. Zum erstmaligen Meistertitel der Flash trug sie dabei mit drei Saisoneinsätzen (kein Tor) bei. Im Oktober 2016 wurde Caymans Vertrag von den Flash aufgelöst. Ab Januar 2017 folgten zweieinhalb – trotz ausgebliebener Titelgewinne persönlich erfolgreiche – Jahre beim französischen Erstdivisionär HSC Montpellier. Seit Sommer 2019 steht Cayman in den Reihen des nationalen Serienmeisters und Champions-League-Titelverteidigers Olympique Lyon. Sie kam dort aber bisher nur zu wenigen Einsätzen in Liga und Champions League. Ihr erstes Ligator erzielte sie für Lyon am 11. September 2020 gegen Stade Reims am zweiten Spieltag der Saison 2020/21 zum 3:0-Endstand.
Im Juli 2023 erhielt sie einen Vertrag bei Leicester City.

### Nationalmannschaft
Ihr Länderspieldebüt gab Cayman im Alter von 18 Jahren am 5. Mai 2007 in der Qualifikation zur EM der Frauen 2009 bei der 0:1-Niederlage gegen die Schweiz.
Beim Algarve-Cup 2016, an dem Belgien erstmals teilnahm, wurde sie mit vier Toren Torschützenkönigin. Im September 2016 konnten sich die Belgierinnen erstmals für ein großes Turnier qualifizieren, wozu sie in acht Spielen vier Tore beitrug. Bei der Endrunde im Nachbarland konnten die „roten Flammen“ – dies die geläufige Bezeichnung der belgischen Frauennationalelf – zwar gegen Ex-Europameister Norwegen gewinnen, wobei Janice Cayman den Treffer zum 2:0-Endstand erzielte, nach Niederlagen gegen die späteren Finalisten Dänemark und Niederlande schieden sie aber nach der Gruppenphase aus.
In der Qualifikation für die WM 2019 war sie mit zehn Toren in zehn Spielen beste europäische Torschützin. Die Belgierinnen scheiterten aber in den Playoffs der Gruppenzweiten nach einem 2:2-Heimremis und einem 1:1-Auswärtsremis gegen die Schweiz aufgrund der Auswärtstorregel.
Am 12. November 2019 bestritt sie im Rahmen der Qualifikation für die nach 2022 verschobene EM gegen Litauen ihr 100. Länderspiel.
Bei der EM-Endrunde stand sie in den vier Spielen ihrer Mannschaft in der Startelf, die mit einer 0:1-Niederlage gegen Schweden im Viertelfinale endete. Im Gruppenspiel gegen Frankreich, das mit 1:2 verloren wurde, hatte sie den zwischenzeitlichen Ausgleich erzielt.
In der Qualifikation für die WM 2023 wurde sie neunmal eingesetzt und erzielte sechs Tore, davon zwei beim 19:0-Rekordsieg gegen Armenien. Am Ende scheiterte sie mit ihrer Mannschaft in der ersten Runde der Play-offs der Gruppenzweiten durch eine 1:2-Niederlage gegen Portugal.
Am 11. Juni wurde sie für den EM-Kader nominiert. Sie kam in den drei Gruppenspielen zum Einsatz, schied mit der Mannschaft aber als Gruppendritte nach der Vorrunde aus. Im letzten Spiel erzielte sie in der sechsten Minute der Nachspielzeit das Tor zum 2:1-Sieg gegen Portugal.

## Erfolge
- Gewinnerin der Étoile du football: 2008
- Eerste Klasse: 2008
- Coupe de Belgique: 2008
- NWSL-Meisterschaft: 2016
- Torschützenkönigin des Algarve-Cups: 2016
- Gewinnerin des belgischen Goldenen Schuhs: 2018, 2021[15]
- Gewinnerin des Women’s International Champions Cup: 2019 (ohne Einsatz)
- Gewinnerin der UEFA Women’s Champions League 2019/20 (ohne Finaleinsatz), 2021/22
- Französische Meisterin: 2019/20,  2021/22
- Französische Pokalsiegerin: 2019/20 (ohne Finaleinsatz)
- Gewinnerin der Trophée des Championnes 2019 (ohne Einsatz), 2022/23

## Sonstiges
Sie studierte neben ihrer aktiven Karriere bis 2007 Internationale Angelegenheiten an der KU Löwen.